# Ancien hôtel de ville de Blois
L'ancien hôtel de ville de Blois se trouvait en bord de Loire avant 1940. Depuis, l'ancien palais épiscopal est devenu le nouvel hôtel de ville.
Ayant existé du XVe au XXe siècle, l'ancien hôtel de ville de Blois était un bâtiment important de la ville de Blois, au cœur de la France métropolitaine.

## Histoire
L'emplacement a d'abord été acquis en 1459 par Jehan de Saveuse, alors écuyer du duc Charles d'Orléans, qui réside au château de Blois en sa qualité de comte de Blois. Ce noble, qui était aussi le gouverneur et bailli de Blois et dont la famille venait de Picardie, offrit généreusement la demeure aux habitants pour célébrer la messe du Saint-Esprit le premier lundi de chaque année en communion avec la chapelle Saint-Fiacre du pont Saint-Louis. Le pont médiéval et la chapelle ayant disparu en 1716, la cérémonie avait été transférée à l'église Saint-Martin-aux-Choux jusqu'en 1790, avant d'être définitivement abolies.
Le bâtiment comprenait une tour ancienne, qui a dès lors été progressivement aménagée, avec par exemple l'installation d'un nouveau portail ou la construction d'un grand escalier. La façade originelle de l'hôtel de ville avait été construite au début du XVIe siècle grâce à des dons de Louis XII et Anne de Bretagne, et était par conséquent couverte de leurs emblèmes royaux.
En 1777, la municipalité du maire Jean-François III de La Saussaye vote la rénovation de l'hôtel de ville vieillissant et confie les travaux à l'architecte à l'origine du projet, Charles Gendrier. L'édifice flambant neuf est inauguré deux ans plus tard, le 27 novembre 1779.
Le 18 juin 1940, le bâtiment est bombardé par des avions nazis, au début de l'invasion allemande lors de la Seconde Guerre mondiale. En ruines, les décombres ont été déblayés et les services municipaux transférés au palais épiscopal.